# 崔仁昊
崔仁昊（：／ Choi In-ho，1966年10月15日—），大韓民國自由派政治人物，第20至21屆國會議員。